# میهران کاسابیان
میهران کاسابیان (انگلیسی: Mihran Kassabian؛ زاده ۲۵ اوت ۱۸۷۰ – درگذشته ۱۴ ژوئیهٔ ۱۹۱۰) پرتوشناس ارمنی‌تبار اهل ایالات متحده آمریکا بود. وی بین سال‌های ۱۸۹۸ تا ۱۹۱۰ میلادی فعالیت می‌کرد. کاسابیان یکی از محققان اولیه به‌کارگیری اشعه ایکس در پزشکی است. کمک‌های او به رادیولوژی شامل اختراع یک دستگاه موقعیت‌یاب بود که با دقت ماهیت دور دنده‌های بدن را بر روی یک تصویر اشعه ایکس نشان داد. او در سمت معاون رئیس انجمن رونتگن آمریکا (ARRS) خدمت کرده است. کاسابیان به دلیل اینکه در معرض تابش مداوم اشعه‌های رادیواکتیو قرار داشت بر اثر ابتلا به سرطان پوست درگذشت.